# لاتسیا
لاتسیا
شهر لاتسیا (به روسی: Λατσιά) در ناحیه نیکوزیا در کشور قبرس واقع شده‌است. جمعیت این شهر ۱۲٫۳۹۵ نفر است.